# دی آندره لیگنز
دی آندره لیگنز (انگلیسی: DeAndre Liggins؛ زادهٔ ۳۱ مارس ۱۹۸۸) بازیکن بسکتبال اهل ایالات متحده آمریکا است.
از باشگاه‌هایی که در آن بازی کرده‌است می‌توان به میامی هیت، بسکتبال مردان کنتاکی وایلدکتز، اورلندو مجیک، و اکلاهما سیتی تاندر اشاره کرد.